# Aguriahana acuta
Aguriahana acuta är en insektsart som beskrevs av Samad och M. Firoz Ahmed 1979. Aguriahana acuta ingår i släktet Aguriahana och familjen dvärgstritar.
Artens utbredningsområde är Pakistan. Inga underarter finns listade i Catalogue of Life.